# Groupe Charles-Martel
Groupe Charles-Martel (aussi appelé Commando Charles-Martel) est le nom utilisé pour revendiquer des assassinats d'extrême droite dans les années 1970 en France.
Charles Martel était au VIIIe siècle le chef militaire franc connu pour avoir vaincu les envahisseurs du califat omeyyade lors de la bataille de Poitiers en 732.
Le groupe a commis des attentats à l'explosif et revendiqué par communiqué l'assassinat de deux personnalités importantes : fin 1976 Jean de Broglie, négociateur des accords d'Evian puis trésorier du parti giscardien, et, au début de 1978, Henri Curiel, figure centrale de l'opposition à la guerre d'Algérie en France. Ce dernier assassinat a été opéré par le militant d'extrême-droite René Resciniti de Says, qui en a donné tous les détails, voix et visage masqués, dans un documentaire pour Canal + en 2010 et sa biographie posthume de 2015. Dans ces deux documents, il revendique aussi l'assassinat, le 20 septembre 1979, de Pierre Goldman, commis sur ordre de Pierre Debizet, chef du service d'action civique et revendiqué sous la dénomination de Honneur de la police, qui est le nouveau nom, en 1978 et 1979, du groupe Charles-Martel.

## Création
À sa création début 1974, le Groupe Charles-Martel, dans un tractage, se présente comme des Français « groupés en unités de défense » contre « l’occupation de notre sol par des ethnies totalement inassimilables et d’un apport qualitatif nul ».
« Les arabes ont toujours transformé leurs terres en champs de ruines », déclare le texte, qui interpelle le Président de la République sur « l’existence de consulats algériens à Nanterre et à Aubervilliers ? ».

## Listes des attentats

### Période 1974-1978: 7 tués dont 2 personnalités
- Le 14 décembre 1973, un attentat à la bombe au consulat algérien de Marseille, fait 4 morts et 22 blessés[3] puis provoque une grève générale décrétée par le Mouvement des travailleurs arabes (MTA).
- En 1974, le lieu principal du tournage du film Dupont Lajoie, d'Yves Boisset, dénonçant le racisme, est la cible de jets de pierre, de grenades et de cocktails Molotov[4].
- Le 2 mars 1975, un double attentat à l'explosif contre les bureaux de Toulouse et Lyon de la compagnie Air Algérie puis le 10 avril 1975, une voiture piégée explose devant le consulat algérien, à Paris. L'attentat est revendiqué par le groupe Charles-Martel pour protester contre la visite du président français, Valéry Giscard d'Estaing, en Algérie[5].
- Un an plus tard, la veille de Noël, le 24 décembre 1976, le groupe revendique l'attentat ayant entraîné la mort du prince Jean de Broglie, artisan des accords d'Évian, le 18 mars 1962[6].
- Le 14 novembre 1977, deux Algériens sont enlevés à Paris, à titre de représailles pour l'enlèvement de deux ressortissants français en Mauritanie[7].
- Le 2 décembre 1977, Laïd Sebaï, gardien de nuit de l'amicale des Algériens, est assassiné et l'attentat est à nouveau revendiqué par le groupe.
- Le 10 janvier 1978, un mitraillage a lieu contre un foyer Sonacotra à Nice[8],
- Le 4 mai 1978, Henri Curiel, militant communiste et anticolonialiste, est assassiné en sortant de l'ascenseur de son domicile. Avant et après, des articles l'ont mis en cause, dans la presse d'extrême-droite.

### Période 1980-1983: aucun tué
- Le 19 avril 1980, une bombe au foyer des étudiants protestants, à Paris, fait 4 blessés[9]. Le 7 mai 1980, un attentat à la bombe a lieu contre l'association des étudiants musulmans nord-africains de Paris[10], peu avant l'attaque à la bombe, le 10 mai 1980, contre le consulat d'Algérie à Aubervilliers[11] et revendiquée par le Club Charles-Martel « contre l’Église, les juifs, les crèves la faim du tiers monde »[12].
- le 18 février 1982 des cocktails Molotov sont lancés contre une mosquée à Montpellier[13] et le 22 février 1982, des tirs à l'arme à feu contre un bar fréquenté par des Maghrébins font 3 blessés légers[14]. Le 6 mai 1982 a lieu le plasticage de la mosquée de Romans-sur-Isère[15] puis le 14 mars 1983, à 16 heures, deux hommes à moto jettent une bombe à Marseille, blessant grièvement deux enfants[16]. Le 9 août 1983, un attentat à la bombe vise l'agence d'Air Algérie à Marseille[17] et le 1er mai 1984, une plainte contre X est déposée par le MRAP pour un tract distribué à Vitrolles et intitulé « Communiqué du Groupe Charles Martel ».

### Années 1990
Le 20 juin 1991, une bombe incendiaire dans les locaux d'un club social algérien à Paris, puis le 21 juillet l'incendie d'une amicale algérienne, toujours à Paris, sont revendiqués par un Commando Charles-Martel. 

### XXIesiècle
Le 22 septembre 2010, Bernard Salkin, un retraité de 68 ans, menace au nom du groupe de commettre des attentats contre les cinémas qui projetteraient Hors-la-loi.
Il est arrêté et condamné à un mois de prison avec sursis et 3 000 euros.

### Analyses politiques
Le 14 octobre 1980, le problème du Groupe Charles-Martel a été débattu au Sénat et à l'Assemblée nationale, puis le 16 juin 1980 par le gouvernement français,, peu après que la vague d'attentats ait atteint son paroxysme.
Après l'élection à la présidence de la république de François Mitterrand, un attentat est perpétré contre la société polonaise Botrans le 20 décembre 1981, mais les attentats cessent ensuite assez rapidement, lors de la dissolution du Service d'action civique en 1982.

## Annexe